# Scaptomyza mecocerca
Scaptomyza mecocerca är en tvåvingeart som beskrevs av Hardy 1965. Scaptomyza mecocerca ingår i släktet Scaptomyza och familjen daggflugor. Inga underarter finns listade i Catalogue of Life.